# Guerra Russo-Ucraniana
Guerra Russo-Ucraniana (em ucraniano:  російсько-українська війна, transl. rosiisko-ukrainska viina) é um conflito contínuo e prolongado que começou em fevereiro de 2014, envolvendo principalmente a Rússia, forças pró-russas e a Ucrânia; concentrada na península da Crimeia e partes do território de Donbas, que são internacionalmente reconhecidas como parte do território ucraniano. As tensões entre a Rússia e a Ucrânia explodiram especialmente de 2021 a 2022, quando ficou claro que a Rússia estava considerando lançar uma invasão militar da Ucrânia. Em fevereiro de 2022, a crise se aprofundou e as negociações diplomáticas para subjugar a Rússia falharam; isso aumentou quando a Rússia moveu forças para as regiões controladas pelos separatistas em 22 de fevereiro de 2022.
Após os protestos do Euromaidan e a subsequente remoção do presidente ucraniano pró-Rússia Viktor Yanukovych em 22 de fevereiro de 2014, e em meio a agitação pró-Rússia na Ucrânia, soldados russos sem insígnias assumiram o controle de posições estratégicas dentro do território ucraniano da Crimeia. Em 1 de março de 2014, o Conselho da Federação da Federação Russa adotou por unanimidade uma resolução para fazer uma petição ao presidente russo Vladimir Putin para usar a força militar na Ucrânia. A resolução foi adotada vários dias depois, após o início da operação militar russa no "Retorno da Crimeia". A Rússia então anexou a Crimeia após um referendo local amplamente criticado que foi organizado pela Rússia após a captura do Parlamento da Crimeia, cujo resultado foi a adesão da República Autônoma da Crimeia à Federação Russa. Em abril, manifestações de grupos pró-Rússia na área de Donbas, na Ucrânia, se transformaram em uma guerra entre o governo ucraniano e as forças separatistas apoiadas pela Rússia das autodeclaradas "repúblicas populares" de Donetsk e Luhansk. Em agosto, veículos militares russos cruzaram a fronteira em vários locais do oblast de Donetsk. A incursão dos militares russos foi vista como responsável pela derrota das forças ucranianas no início de setembro.
A maioria dos membros da comunidade internacional e organizações como a Anistia Internacional condenaram a Rússia por suas ações na Ucrânia pós-revolucionária, acusando-a de violar o direito internacional e violar a soberania ucraniana. Muitos países implementaram sanções econômicas contra a Rússia, indivíduos ou empresas russas. Em fevereiro de 2019, 7% do território da Ucrânia foi classificado pelo governo ucraniano como territórios ocupados temporariamente pelos russos.
Em junho de 2025, o presidente russo Vladimir Putin afirmou publicamente que "os russos e ucranianos são um só povo" e declarou que, "nesse sentido, toda a Ucrânia é nossa".

## Contexto

### Ucrânia Independente e a Revolução Laranja

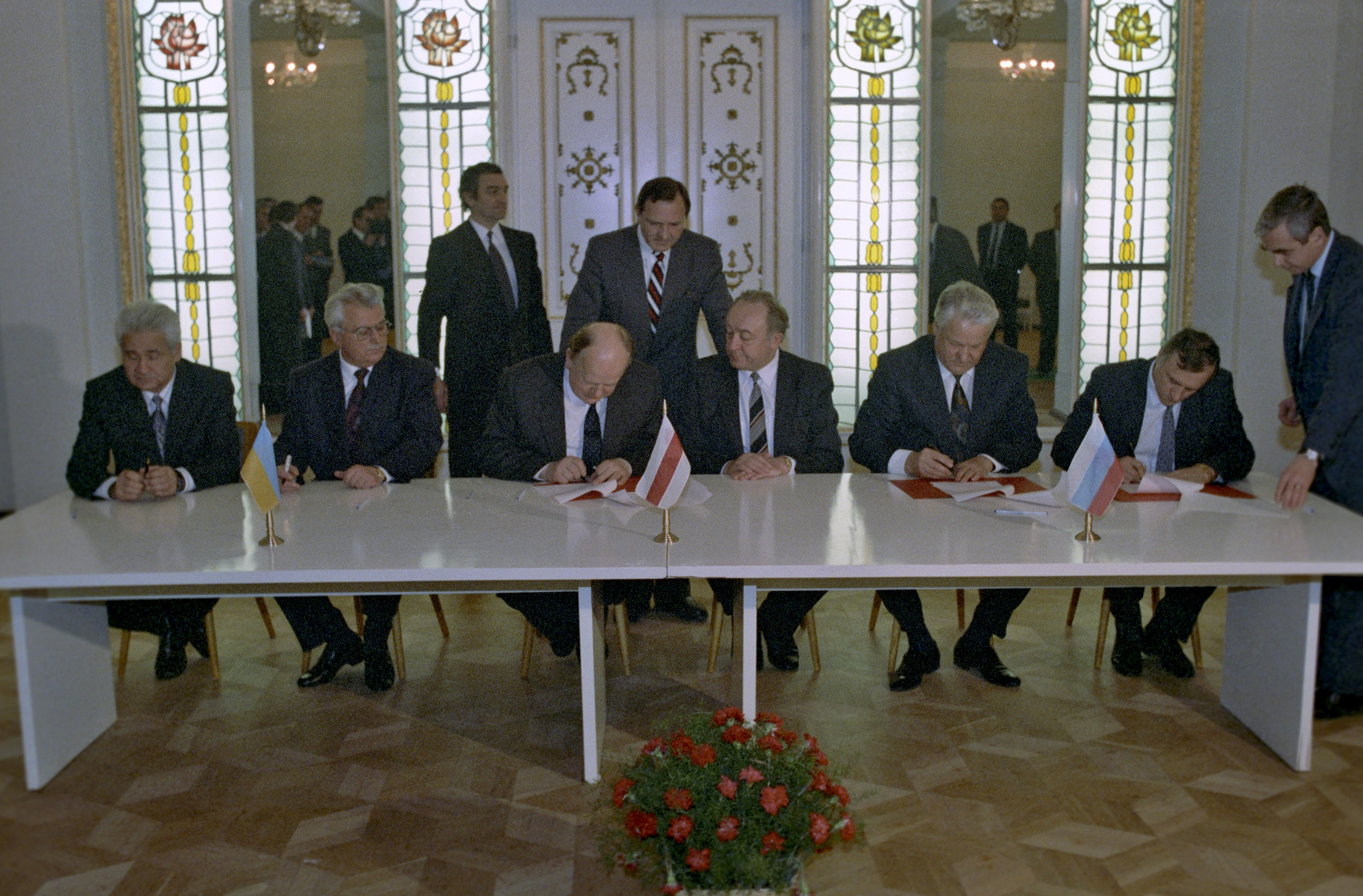
A cerimônia de assinatura dos Acordos de Belovezhá pelos chefes de Estado e de governo da Bielorrússia, Rússia e Ucrânia em 1991

Após a dissolução da União Soviética (URSS) em 1991, a Ucrânia e a Rússia mantiveram laços estreitos. Em 1994, a Ucrânia assinou o Tratado de Não Proliferação de Armas Nucleares e concordou em renunciar às armas nucleares na Ucrânia herdadas da União Soviética. Em contrapartida, a Rússia, o Reino Unido e os Estados Unidos concordaram em respeitar a integridade territorial e a independência política da Ucrânia por meio do Memorando de Budapeste sobre Garantias de Segurança.
Em 1999, a Rússia foi uma das signatárias da Carta para a Segurança Europeia, que garante o direito de cada Estado “de escolher ou alterar seus arranjos de segurança” e de ingressar em alianças, se assim desejarem. Nos anos seguintes à dissolução da URSS, vários países do antigo Bloco do Leste aderiram à OTAN, em parte em resposta a ameaças à segurança regional envolvendo a Rússia, tais como a Crise Constitucional Russa de 1993, a Guerra na Abecásia (1992–1993) e a Primeira Guerra Chechena (1994–1996). Putin afirmou que as potências ocidentais quebraram promessas de não permitir a adesão de nenhum país da Europa Oriental.

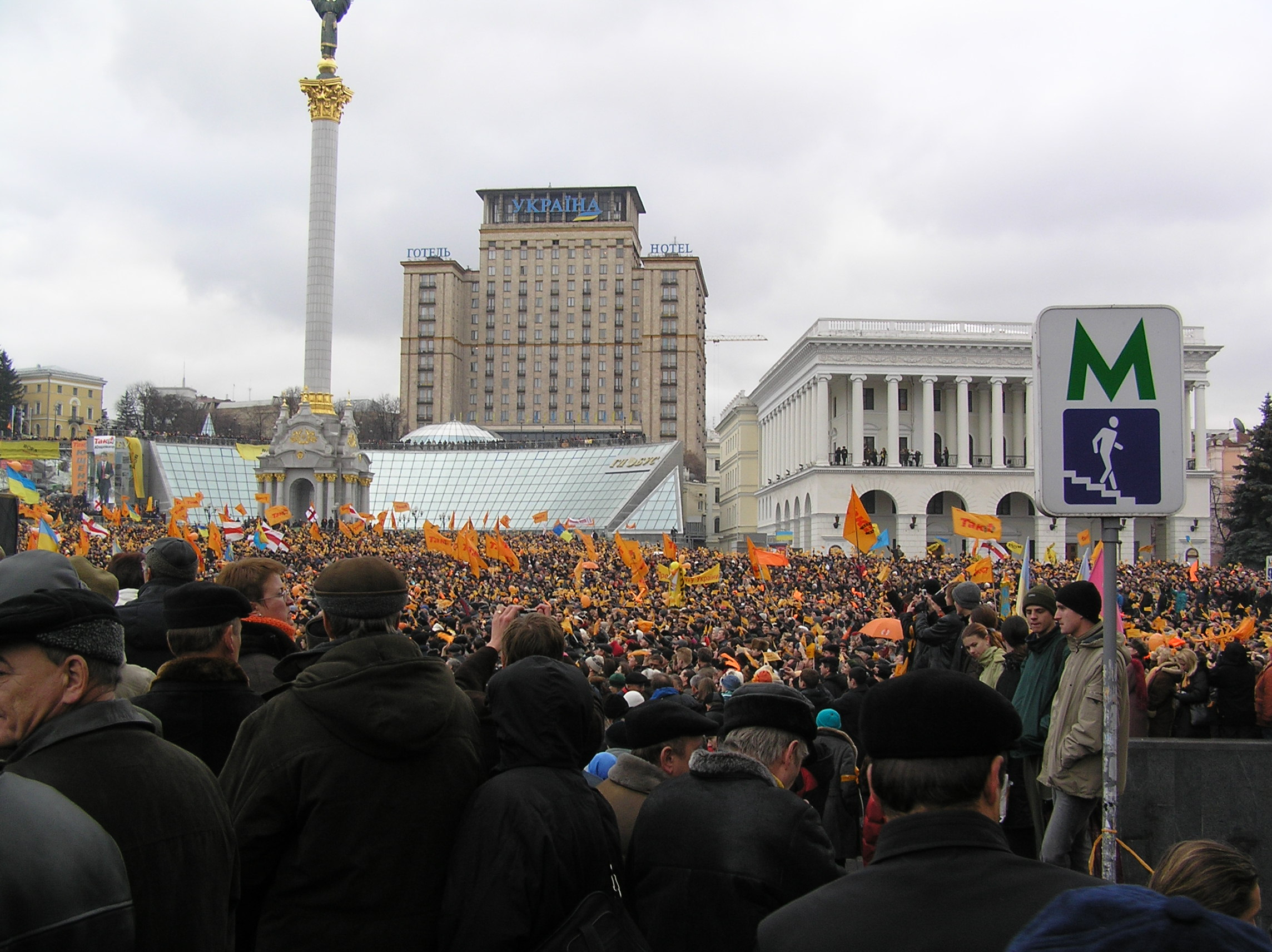
Manifestantes na Praça da Independência em Kiev durante a Revolução Laranja, novembro de 2004

A eleição presidencial ucraniana de 2004 foi controversa. Durante a campanha eleitoral, o candidato da oposição Viktor Yushchenko foi envenenado por dioxina TCDD. Ele posteriormente acusou a Rússia de envolvimento.
Viktor Yanukovych foi declarado o vencedor, apesar das alegações de fraude eleitoral por observadores. Durante um período de dois meses, que ficou conhecido como a Revolução Laranja, grandes protestos pacíficos desafiaram com sucesso o resultado, e o Supremo Tribunal da Ucrânia anulou o resultado devido à ampla fraude eleitoral. Uma nova eleição foi vencida por Yushchenko, deixando Yanukovych na oposição.
A Revolução Laranja é frequentemente agrupada com outros movimentos de protesto do início do século XXI dentro da ex-URSS, conhecidos como revoluções coloridas. De acordo com Anthony Cordesman, oficiais militares russos viam essas revoluções coloridas como tentativas dos Estados Unidos e dos países europeus de minar a Rússia.
No cúpula de Bucareste de 2008, a Ucrânia e a Geórgia buscaram ingressar na OTAN, mas os membros da aliança ficaram divididos. Países da Europa Ocidental se opuseram à oferta de Planos de Ação para Adesão (MAP) para a Ucrânia e a Geórgia, temendo que isso desestabilizasse a Rússia. A OTAN recusou-se a oferecer os MAPs para a Ucrânia e a Geórgia, mas também emitiu uma declaração concordando que “esses países se tornarão membros da OTAN” em algum momento. Em janeiro de 2022, a possibilidade de a Ucrânia ingressar na OTAN permanecia remota.
Yanukovych venceu a eleição presidencial ucraniana de 2010.

### Euromaidan e Revolução da Dignidade

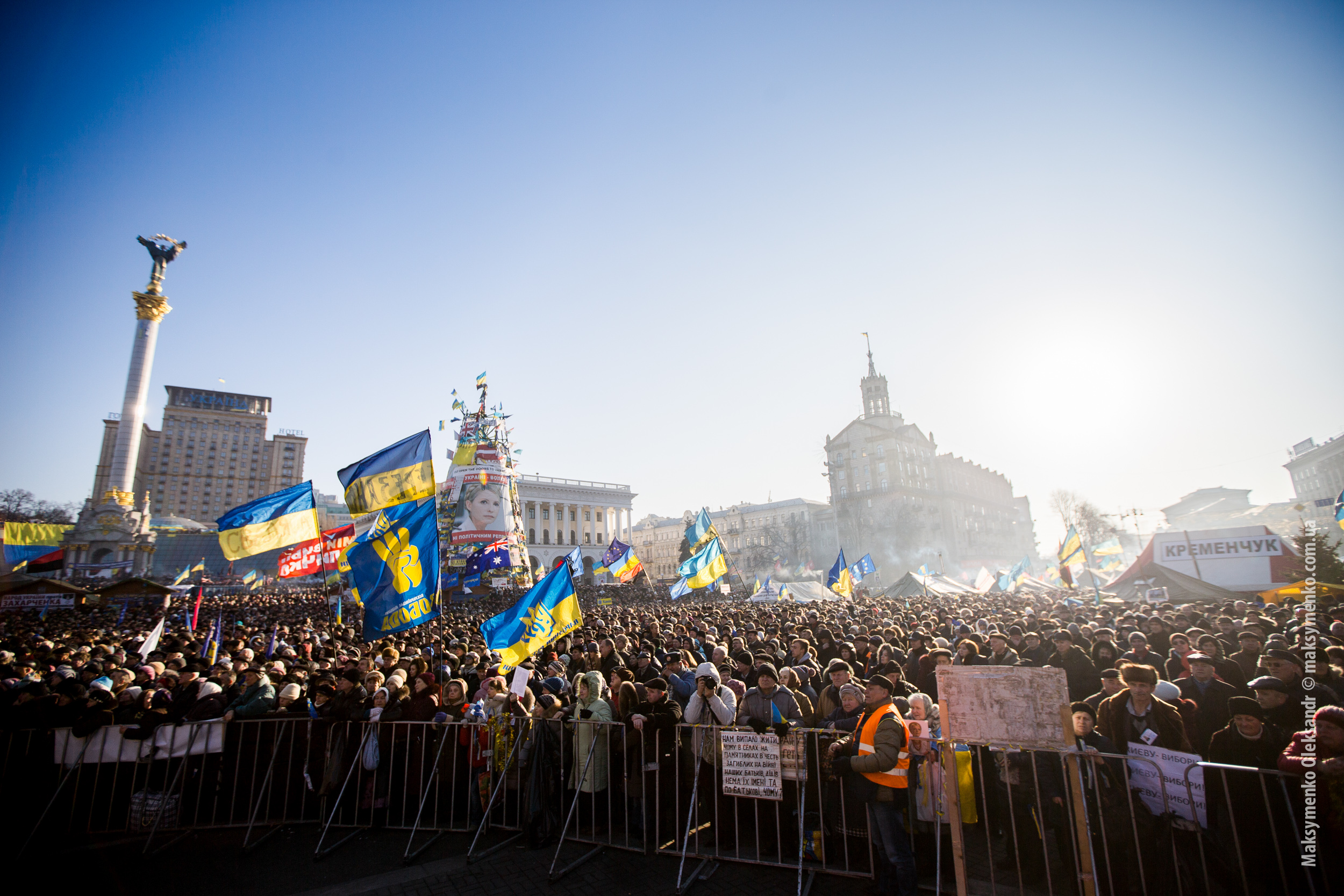
Manifestantes em uma manifestação na Praça da Independência, Kiev, 29 de dezembro de 2013

No início de 2013, o parlamento ucraniano aprovou por ampla maioria a finalização de um acordo de livre comércio e associação com a União Europeia (UE). O Kremlin pressionou a Ucrânia a rejeitar esse acordo; a Rússia impôs embargo aos produtos ucranianos e ameaçou com sanções adicionais. O assessor do Kremlin, Sergei Glazyev, alertou que a Rússia poderia deixar de reconhecer as fronteiras da Ucrânia se o acordo fosse assinado.
Isso desencadeou uma onda de protestos maciços, conhecidos como o "Euromaidan". Os manifestantes se opuseram à interferência russa, à corrupção governamental, ao abuso de poder e às violações dos direitos humanos, incluindo as novas leis anti-protesto.
Os protestos levaram à Revolução da Dignidade. Em 18–20 de fevereiro de 2014, mais de 100 manifestantes foram mortos em confrontos com a polícia especial Berkut; a maioria foi abatida por atiradores de elite. Em 21 de fevereiro, Yanukovych e os líderes da oposição assinaram um acordo para estabelecer um governo de unidade interina, implementar mudanças constitucionais urgentes (que precisavam ser assinadas pelo presidente) e realizar eleições antecipadas. No entanto, naquela noite, Yanukovych fugiu da capital e não informou ao parlamento sobre seu paradeiro. No dia seguinte, o parlamento ucraniano votou por unanimidade para destituir Yanukovych do cargo (cerca de 73% dos 450 membros do parlamento votaram).
Em 27 de fevereiro, foi estabelecido um governo interino e agendadas eleições presidenciais antecipadas. No dia seguinte, Yanukovych reapareceu na Rússia e declarou que continuava sendo o presidente da Ucrânia. Alguns líderes políticos das regiões predominantemente de língua russa do leste declararam lealdade contínua a Yanukovych.

### Protestos Pró-Russos

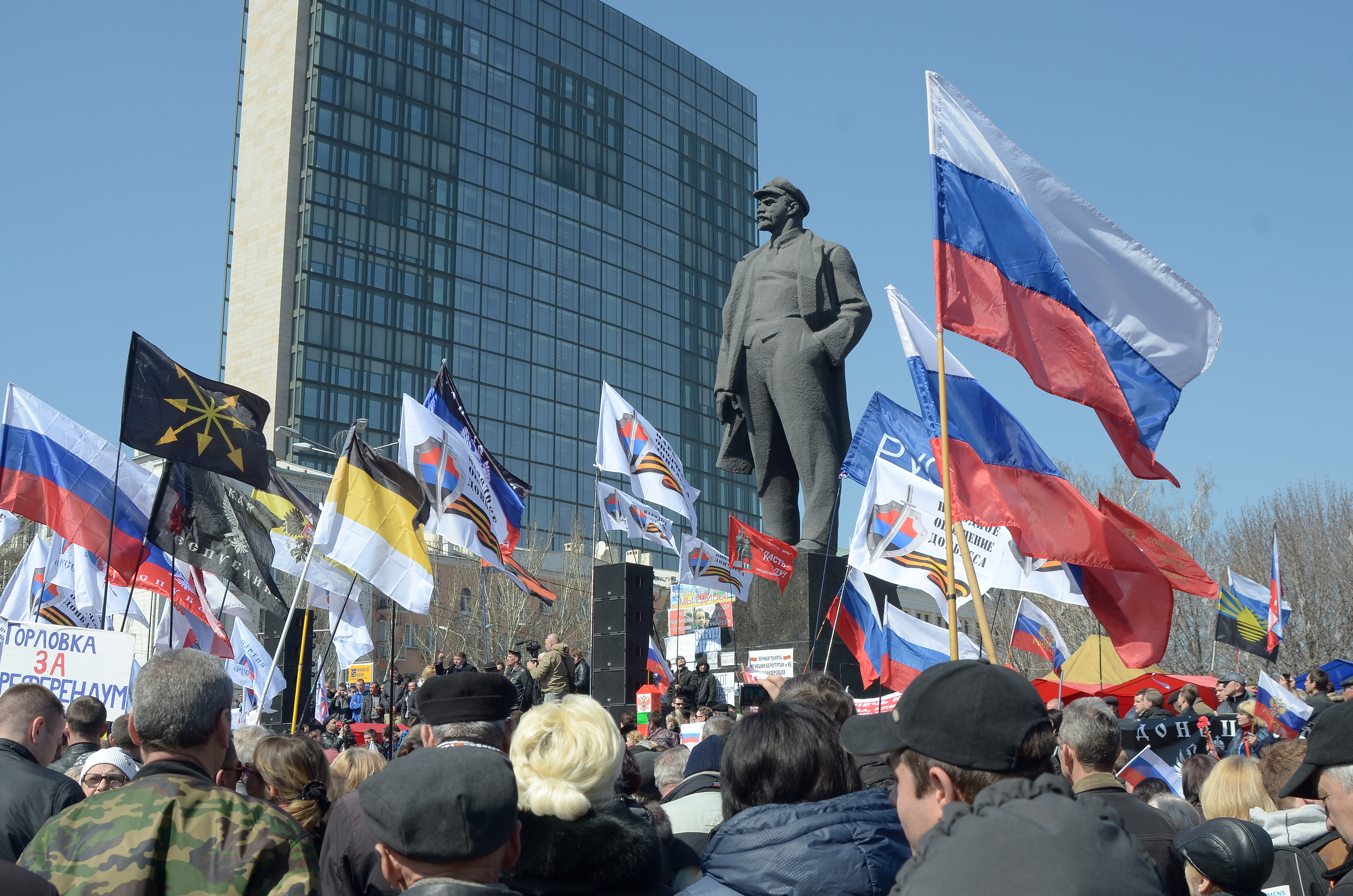
Protesto pró-russo na Praça Lenin, Donetsk, 6 de abril de 2014, com bandeiras da Rússia, do Império Russo e do Movimento Eurasista

Desde o final de fevereiro de 2014, manifestações de grupos pró-russos, separatistas e contrarrevolucionários ocorreram em várias cidades do leste e do sul da Ucrânia. Os primeiros protestos foram, em grande parte, expressões nativas de descontentamento com o novo governo ucraniano.
Em 23 de fevereiro, o parlamento da Ucrânia aprovou um projeto de lei para revogar o status do russo como língua oficial do Estado. O projeto não foi promulgado, mas a proposta causou indignação nas regiões de língua russa da Ucrânia. Essas regiões consumiam majoritariamente mídia baseada na Rússia, que promovia a narrativa de que o novo governo ucraniano era uma “junta fascista” ilegítima e que os russos étnicos estavam em perigo iminente.
A maioria dos protestos ocorreu na região do Donbas. Uma pesquisa nacional realizada em março–abril de 2014 constatou que 54% dos entrevistados no Donbas expressaram diversos graus de separatismo, incluindo 31% que desejavam que a região se separasse completamente da Ucrânia.
A Rússia utilizou os protestos para lançar uma campanha de guerra política, guerra de informação e guerra irregular contra a Ucrânia. Mais tarde, os Surkov leaks e as Glazyev tapes revelaram que o Estado russo financiou os separatistas e organizou protestos separatistas, principalmente através dos assessores do Kremlin, Vladislav Surkov e Sergey Glazyev. As autoridades ucranianas prenderam líderes separatistas locais no início de março. Esses líderes foram substituídos por homens com ligações aos serviços de segurança russos e interesses em negócios russos.
Em 6 de abril de 2014, centenas de homens mascarados invadiram e apreenderam armas dos edifícios do Serviço de Segurança nas cidades de Donetsk e Luhansk. Em seguida, os manifestantes invadiram e ocuparam a sede do governo regional de Donetsk, hasteando a bandeira russa e exigindo um referendo sobre a adesão à Rússia. No dia seguinte, os ativistas reuniram-se no edifício e proclamaram a "República Popular de Donetsk" um Estado independente. Em 29 de abril, ativistas armados pró-russos invadiram e ocuparam a sede do governo regional de Luhansk, proclamando a "República Popular de Luhansk".

## Histórico

### Euromaidan e revolução ucraniana
A Ucrânia foi tomada por distúrbios quando o presidente Viktor Yanukovych se recusou a assinar um acordo de associação com a União Europeia, em 21 de novembro de 2013. Um movimento político organizado conhecido como 'Euromaidan' exigia laços mais estreitos com a União Europeia, bem como a destituição de Yanukovych. Este movimento acabou por ser bem-sucedido, culminando na Revolução de Fevereiro de 2014, que removeu Yanukovych e seu governo.

### Instabilidade pós-revolução
Na sequência da destituição do presidente Yanukovych em 23 de fevereiro, protestos de ativistas pró-russos e anti-revolução começaram na região majoritariamente russófona da Crimeia. Estes foram seguidos por manifestações em várias cidades do leste e do sul da Ucrânia, incluindo Donetsk, Luhansk, Kharkiv e Odessa.

#### Crise da Crimeia

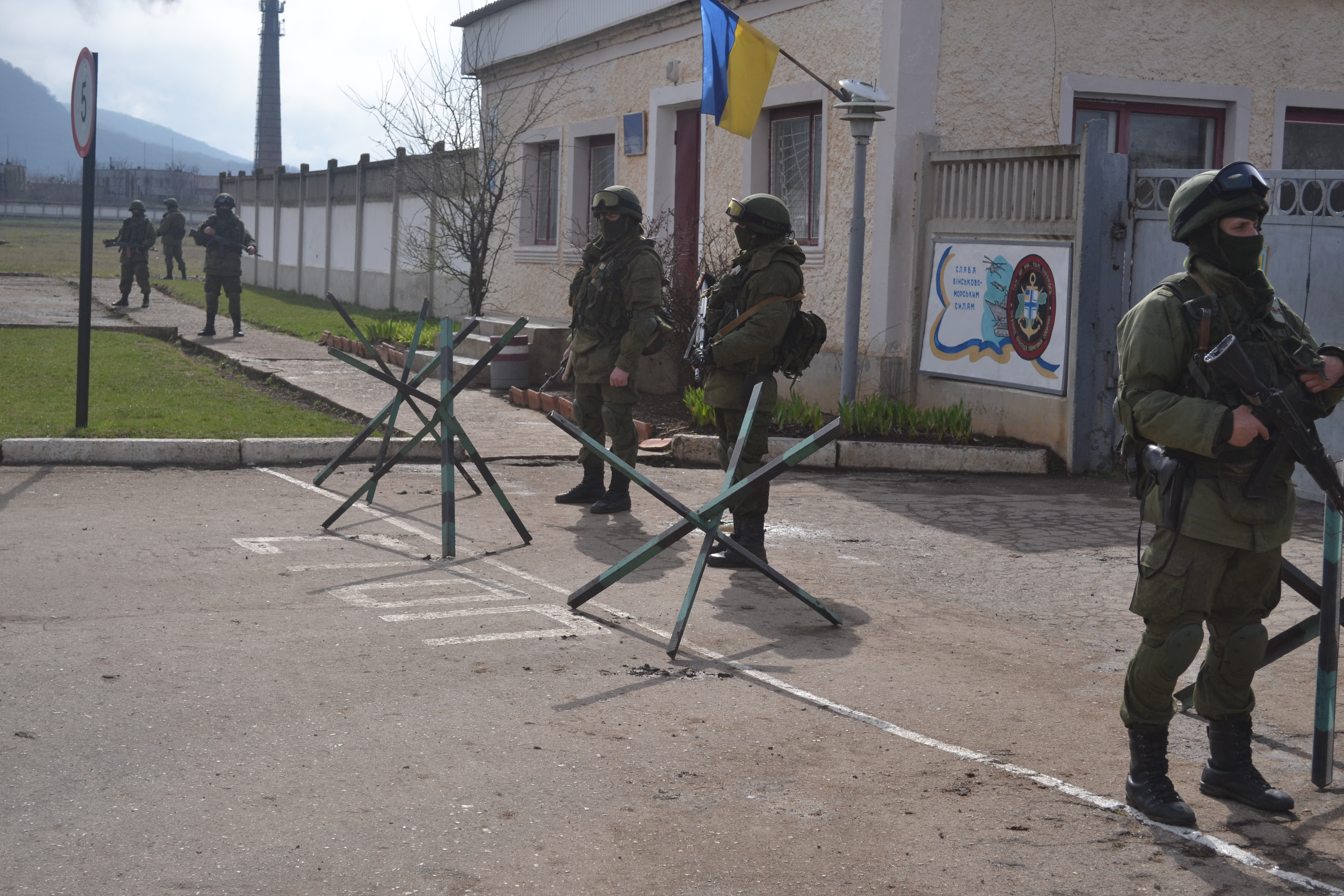
Militares russos (Homenzinhos verdes) guardam uma antiga base militar ucraniana em Perevalne, durante a crise na Crimeia, em 2014.

A partir do dia 26 de fevereiro, à medida que os protestos apertavam na Crimeia, homens armados pró-russos gradualmente começaram a tomar o poder sobre a península. A Rússia afirmou inicialmente que esses militantes uniformizados, chamados de "Homenzinhos verdes" na Ucrânia, eram "forças de autodefesa locais". No entanto, eles mais tarde admitiriam que estes eram, de fato, soldados russos sem insígnias, confirmando os relatos de uma incursão russa na Ucrânia. Em 27 de fevereiro, o edifício do parlamento da Crimeia foi tomado pelas forças russas. Bandeiras russas foram hasteadas sobre estes edifícios, e um governo pró-russo autodeclarado afirmou que iria realizar um referendo sobre a independência da Ucrânia. Na sequência deste referendo não reconhecido internacionalmente, que foi realizado em 16 de março, a Rússia anexou Crimeia em 18 de março.

#### Guerra em Donbass
Desde o início de março de 2014, manifestações de grupos pró-russos e anti-governo ocorreram nos oblasts ucranianos de Donetsk e Luhansk — que em conjunto formam o comumente chamado "Donbass" — na sequência da revolução ucraniana de 2014 e do movimento Euromaidan. Estas manifestações, que se seguiram a anexação da Crimeia pela Federação Russa, e que faziam parte de um grupo maior de protestos pró-russos simultâneos em todo o sul e leste da Ucrânia, escalaram para um conflito armado entre as forças separatistas das auto-declaradas República Popular de Donetsk e República Popular de Lugansk, e o governo ucraniano. Antes de uma mudança dos principais líderes em agosto, os separatistas eram liderados principalmente por cidadãos russos. Paramilitares russos são relatados por constituírem de 15% a 80% dos combatentes.

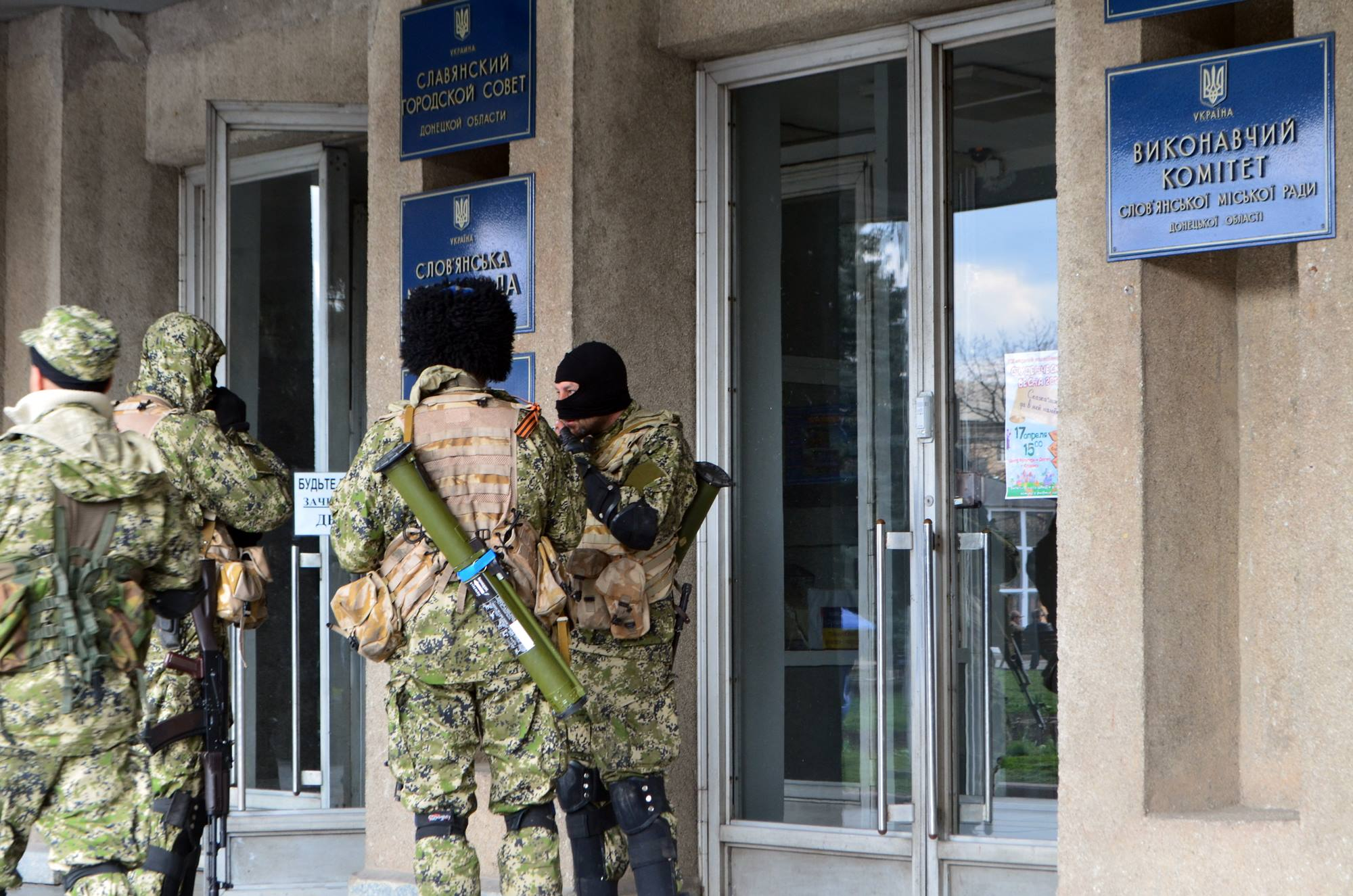
Separatistas da Milícia Popular de Donbass tomam o conselho municipal de Sloviansk em abril de 2014

Entre 22 e 25 de agosto, a artilharia e o pessoal russo, o qual a Rússia chamou de "comboio humanitário", foram relatados por terem cruzado a fronteira com o território ucraniano, sem a permissão do governo ucraniano. Os cruzamentos foram relatados como tendo ocorrido tanto em áreas sob o controle de forças pró-russas como em áreas que não estavam sob seu controle, como a parte sudeste do Oblast de Donetsk, perto de Novoazovsk. Estes acontecimentos seguiram ao bombardeio de posições ucranianas do lado russo da fronteira ao longo do mês anterior. O Chefe do Serviço de Segurança da Ucrânia Valentyn Nalyvaichenko afirmou que os acontecimentos de 22 de agosto foram uma "invasão direta a Ucrânia por parte da Rússia". As autoridades ocidentais e ucranianas descreveram esses eventos como uma "invasão furtiva" da Ucrânia pela Rússia. Como resultado desta, os insurgentes recuperaram grande parte do território que haviam perdido durante a ofensiva militar anterior do governo. Um acordo para estabelecer um cessar-fogo, o chamado Protocolo de Minsk, foi assinado em 5 de setembro de 2014. As violações do cessar-fogo de ambos os lados são comuns, mas este tem sido mantido, no entanto. Em meio à solidificação da linha entre o território insurgente e ucraniano durante o cessar-fogo, senhores da guerra assumiram o controle de porções de terra do lado dos insurgentes, levando a mais desestabilização.
Em 2015, com os combates no leste da Ucrânia se intensificando, denúncias cada vez mais veementes apontavam que a presença militar russa no país aumentou, além de seu apoio aos separatistas. Putin foi acusado pelo ocidente de tentar desestabilizar a Ucrânia e de tentar anexar o leste daquela nação pela força.
Em 2016, a OSCE reportou diversas movimentações militares de soldados e equipamentos, provavelmente russos, na região de fronteira e próximo a Donetsk, alertando uma nova escalada das tensões. Em setembro deste mesmo ano, um soldado russo, Denis Sidorov, se rendeu às forças ucranianas em Shirokaya Balka e em seu interrogatório supostamente detalhou o sistema de ajuda dos russos para os rebeldes em Donetsk.
Em 25 de novembro de 2018, no Estreito de Querche, navios de guerra russos dispararam contra três embarcações ucranianas, capturando-as logo em seguida. No dia seguinte, a 26 de novembro, parlamentares ucranianos apoiaram a proposta do presidente Petro Poroshenko de declarar lei marcial (por 30 dias) na região costeira da Ucrânia e na fronteira com a Rússia, como resposta ao incidente.

#### Eleições na Ucrânia
Em meio à crise prolongada, várias eleições foram realizadas em toda a Ucrânia. A primeira eleição realizada desde a destituição do presidente Yanukovych foi a eleição presidencial de 25 de maio, que resultou na eleição de Petro Poroshenko como presidente da Ucrânia. Na região de Donbass, apenas 20% das seções eleitorais foram abertas devido às ameaças de violência por parte dos insurgentes separatistas pró-russos. Das 2 430 seções eleitorais previstas para a região, apenas 426 permaneceram abertas para votação.
Como a guerra no Donbass prosseguia, as primeiras eleições parlamentares pós-revolucionárias na Ucrânia foram realizadas em 26 de outubro de 2014. Mais uma vez, os separatistas impediram a votação nas áreas em que controlavam. Eles realizaram as suas próprias eleições, não reconhecidas internacionalmente e em violação ao processo de paz do Protocolo de Minsk, em 2 de novembro de 2014. Embora compatíveis com o acordo de paz na visão dos rebeldes.

#### Efeitos da crise

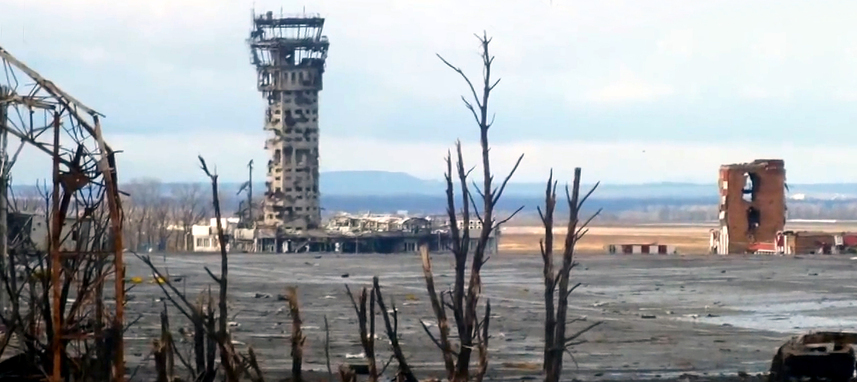
Ruínas do Aeroporto Internacional de Donetsk, destruído após semanas de intensos combates entre os rebeldes separatistas e militares do governo ucraniano.

A crise teve muitos efeitos, tanto nacionais como internacionais. De acordo com uma estimativa de outubro de 2014 pelo Banco Mundial, a economia da Ucrânia encolheu 8% durante o ano de 2014 como resultado da crise.
As exportações de petróleo e gás fornecem mais de um terço do orçamento nacional russo. O maior parceiro é a União Europeia, que em 2022, recebeu quase 40% de seu gás e mais de um quarto de seu petróleo da Rússia. O que levou ao dilema dos líderes europeus entre querer punir a Rússia por sua agressão ou proteger suas próprias economias. Mesmo assim, sanções econômicas foram impostas à Rússia pelas nações ocidentais que contribuíram para o colapso do valor do rublo russo e para a crise financeira russa resultante.
A guerra no Donbass provocou uma escassez de carvão na Ucrânia, uma vez que a região de Donbass era a principal fonte de carvão para usinas de energia em todo o país. Além disso, a Usina Nuclear de Zaporizhia foi forçada a desligar um dos seus reatores após um acidente. A combinação destes dois problemas provocou apagões em toda a Ucrânia no mês de dezembro de 2014.
A proposta de um novo gasoduto para a Turquia, com uma capacidade anual em torno de 63 bilhões de metros cúbicos (BCM), levará o gás natural para a Europa contornando completamente a Ucrânia como um centro de transporte tradicional para o gás russo.

### Crise em Donbass em 2021-2022
Em finais de 2021, a Rússia começou a fazer movimentações ao longo da fronteira ucraniana. O governo ucraniano então pediu que seu país fosse incluído na OTAN (Organização do Tratado do Atlântico Norte) para evitar a invasão. Em 19 de dezembro, o governo dos Estados Unidos se disse pronto para iniciar conversações com o governo russo para discutir as "ações da Rússia". Washington então não acreditava que Putin fosse invadir o território ucraniano, mas o presidente Joe Biden advertiu que se isto acontecesse, haveria duras sanções econômicas.
No dia 14 de janeiro, no entanto, o secretário de imprensa do Pentágono, John F. Kirby, disse que a Rússia havia enviado “um grupo de agentes” para a Ucrânia para fomentar um pretexto para outra invasão daquele país. Ele também disse que o Governo Biden ainda acreditava que havia espaço para resolver a situação com diplomacia. Naquela altura, a Rússia exigia que a Ucrânia não se tornasse membro da OTAN.
No dia 17 de janeiro seguinte, senadores dos EUA visitaram Kiev e declararam que as sanções “não serão destinadas apenas à Rússia em diferentes direções, incluindo a econômica, mas também contra suas indústrias extrativas, contra Vladimir Putin e lideranças que podem estar envolvidas no incentivo à crise na Ucrânia.” Jeanne Shaheen, representante do Partido Democrata, disse também que: "queremos ser francos com Vladimir Putin. Estamos procurando maneiras de trazê-lo à justiça e ele deve entender que esta é uma questão com a qual o Congresso, a administração Biden e nossos aliados estão lidando, por isso temos uma frente unida contra qualquer esforço de Putin e da Rússia para invadir a Ucrânia."
No dia 21 de janeiro, os EUA enviaram uma carga de armas e munições para a Ucrânia e outros países, como Estônia, Letônia e Lituânia, ex-membros da extinta União Soviética e atualmente membros da OTAN, disseram que fariam o mesmo.
No dia 24 a OTAN enviou aviões e navios de guerra para a região e neste mesmo dia os Estados Unidos, Reino Unido e Austrália retiraram as famílias de funcionários de suas embaixadas na Ucrânia.

#### Invasão militar da Ucrânia

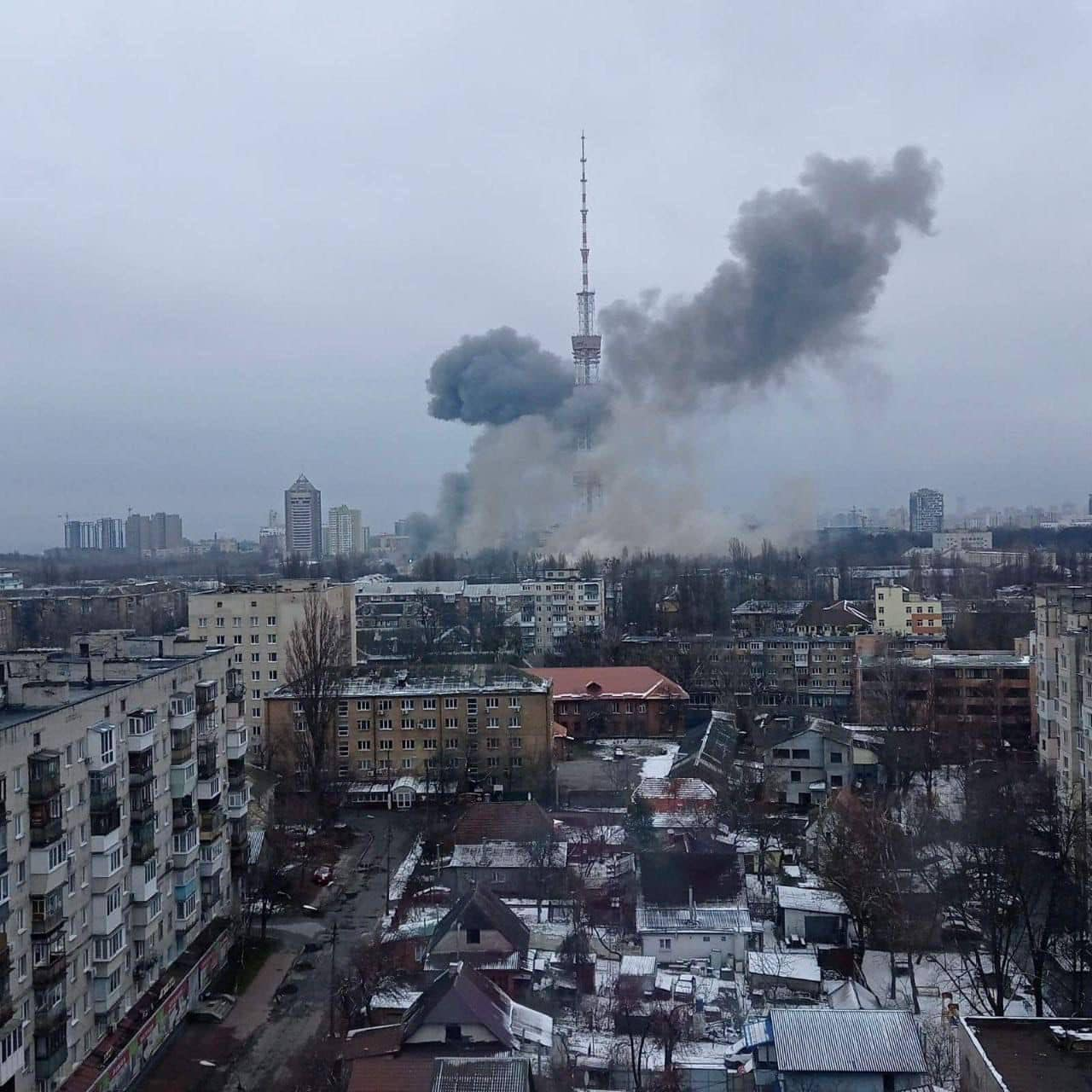
Bombardeio russo contra a Torre de televisão de Kiev em 1 de março, durante a invasão de 2022.

Em 21 de fevereiro de 2022, o governo russo alegou que o bombardeio ucraniano havia destruído uma instalação de fronteira e alegou que havia matado cinco soldados ucranianos que tentaram atravessar o território russo. A Ucrânia negou estar envolvida em ambos os incidentes e os chamou de operação de bandeira falsa.
No mesmo dia, o governo russo reconheceu formalmente as autoproclamadas República Popular de Luhansk e República Popular de Donetsk como países independentes, de acordo com Putin não apenas em suas áreas controladas de fato, mas nos oblasts ucranianos como um todo, e Putin ordenou que tropas russas, incluindo tanques, entrassem nas regiões.
Em 24 de fevereiro de 2022, o presidente russo Vladimir Putin ordenou a invasão do leste da Ucrânia. Outros bombardeios contra edifícios, bem como bombardeios ocorreram na região, ocorreram. Mais bombardeios de edifícios e bombardeios ocorreram na região. O presidente ucraniano Volodymyr Zelenskyy declarou lei marcial em toda a Ucrânia. Sirenes de ataque aéreo também foram ouvidas em toda a Ucrânia durante a maior parte do dia.

### Guerra cibernética
No mês de fevereiro de 2022 o coletivo Anonymous declarou guerra contra a Rússia pela invasão da Ucrânia, o grupo fez uma série de ataques contra sites governamentais do país. A Rússia foi acusada por especialistas pela desestabilização de sites governamentais da Ucrânia. A empresa de segurança Kaspersky Lab entrou na mira dos governos dos Estados Unidos e Alemanha, os países acusam a empresa de ter relações com o governo Russo e de possíveis envolvimentos com ataques virtuais contra os países da Europa e Norte Americano, o governo Americano colocou a Kaspersky Lab na lista de banimentos e a Alemanha recomendou que empresas do seu país não utilizem o software da empresa.

## Questões relacionadas

### Transbordamento
Em 19 de setembro de 2023, a CNN informou que era “provável” que as ucranianas Forças de Operações Especiais estivessem por trás de uma série de ataques com drones e de uma operação terrestre direcionada contra as Forças de Apoio Rápido (RSF) apoiadas por Wagner, perto de Cartum, em 8 de setembro.
Kyrylo Budanov, chefe da Diretoria Principal de Inteligência do Ministério da Defesa da Ucrânia, afirmou em uma entrevista em 22 de setembro que não poderia negar nem confirmar a participação da Ucrânia no conflito no Sudão, mas disse que a Ucrânia puniria os criminosos de guerra russos em qualquer lugar do mundo.
Em setembro e outubro de 2023, foi reportada a descoberta de uma série de fragmentos na Romênia, um Estado-membro da OTAN, os quais eram suspeitos de serem os restos de um ataque de drone russo próximo à fronteira romena com a Ucrânia.

## Guerra por recursos naturais
Em agosto de 2012, o governo ucraniano de Mykola Azarov, que, assim como o então presidente ucraniano Viktor Yanukovych, mantinha boas relações com a liderança russa, comissionou um consórcio incluindo a Exxon Mobil, a Royal Dutch Shell, a OMV Romênia e a estatal ucraniana NAK Nadra Ukrainy para extrair petróleo e gás natural na parte ucraniana do Mar Negro.
Em 2013, a maior produtora de petróleo e gás da Itália, Eni, recebeu uma licença para extrair petróleo e gás na costa leste da Crimeia. Em 2014, foi reportado que, se a Crimeia fosse anexada, as licenças de produção poderiam ser reassinaladas e os detentores anteriores das licenças se encontrariam em uma zona cinzenta jurídica.
Interesses econômicos também foram um motivo para o ataque da Rússia à Ucrânia e sua anexação das oblasts de Donetsk, Kherson, Luhansk e Zaporizhzhia. Depósitos de Lítio no Donbas e a riqueza de grãos da Ucrânia significariam um “monopólio no mercado mundial” para a Rússia se ela tomasse o controle da Ucrânia.
Em 2022, o general russo Vladimir Ovchinsky confirmou que a “operação especial russa” tinha como objetivo tomar os depósitos de lítio ucranianos. Ele afirmou que, assim, a Rússia estaria se antecipando aos Estados Unidos. De fato, foi a empresa australiana European Lithium que recebeu os direitos de mineração dos depósitos de lítio na Oblast de Donetsk e na Oblast de Kirovohrad no final de 2021. Quase ao mesmo tempo, a empresa chinesa Chengxin Lithium também havia se candidatado para isso, mas foi rejeitada.
Embora o governo dos Estados Unidos estime que as perdas econômicas da Rússia decorrentes da guerra e das sanções ocidentais totalizarão cerca de 1,3 trilhão de dólares até 2025, e que o gasto financeiro direto para a condução da guerra esteja estimado em 250 bilhões de dólares (a partir do outono de 2024) – custos que a Rússia não poderia ter previsto –, segundo um estudo publicado no verão de 2022 pelo think tank canadense SecDev, a Rússia controlava reservas de energia, metais e minerais avaliados em pelo menos 12,4 trilhões de dólares nos territórios ocupados no Donbas, incluindo 41 minas de carvão (63% das reservas de carvão da Ucrânia), 27 campos de gás natural, 9 campos de petróleo, 6 depósitos de minério de ferro, 2 depósitos de minério de titânio, 1 depósito de estrôncio e 1 de urânio, 1 depósito de ouro e 1 grande pedreira de calcário. O valor total dos estoques nacionais de matérias-primas na Ucrânia é estimado em mais de 26 trilhões de dólares. O valor do lítio e das terras raras na Ucrânia é estimado em 11,5 trilhões de dólares. Em janeiro de 2024, a administração de ocupação russa na Oblast de Donetsk concedeu ao Ministério da Ecologia e dos Recursos Naturais russo uma “autorização” para minerar lítio no depósito de Shevchenko, perto de Kurakhovo, onde o depósito de lítio é avaliado em centenas de bilhões de dólares. De acordo com o levantamento geológico da Ucrânia, entretanto, os depósitos de minério de lítio estão localizados em Shevchenko, a noroeste de Velika Novosilka (existindo, no total, três aldeias com esse nome na Oblast de Donetsk).
A transformação verde ou transição energética na Europa está ameaçando o modelo de negócios e de existência habitual da Rússia, o comércio de combustíveis fósseis. A transição energética está criando novas dependências, pois tecnologias como turbinas eólicas, painéis fotovoltaicos e baterias de carros elétricos dependem do lítio e das terras raras. Minerá-los na Europa seria muito caro devido às rigorosas regulamentações ambientais, baixa aceitação pela população e consideráveis custos trabalhistas (razão pela qual eram importados da China e de países do Sul Global); entretanto, a Ucrânia ocupa o quarto lugar no mundo com 800 depósitos de 94 diferentes recursos minerais e, assim, substituiria a Rússia como parceiro comercial.
Poucos meses antes do início da invasão russa, a União Europeia (UE) e a Ucrânia haviam assinado um Acordo Verde ou um programa de transformação para a Ucrânia, em parte porque a economia ucraniana era, na época, a mais intensiva em energia do mundo, com a geração de energia térmica mais ineficiente e cara. O programa previa uma maior integração econômica entre as duas partes contratantes e a neutralidade climática na Ucrânia até 2060. Além de áreas para a expansão da energia eólica e solar, a Ucrânia também possui infraestrutura para transportar hidrogênio verde para a UE. Ademais, 22 das 30 matérias-primas que a UE classificou como estrategicamente importantes estão disponíveis em grandes quantidades na Ucrânia. A Rússia só poderia se beneficiar da transição energética na Europa se adquirisse os recursos e a infraestrutura no solo ucraniano. Assim, a Europa ficaria ainda mais dependente da Rússia. Se a Rússia alcançasse seus objetivos de guerra, poderia roubar e ganhar mais do que perderia em tempos de paz através da redução das exportações para a Europa.
A elite russa, especialmente os generais russos, investiu seus ativos e propriedades na Ucrânia para lavagem de dinheiro antes do início do conflito.

## Disputas de gás e sabotagem do Nord Stream

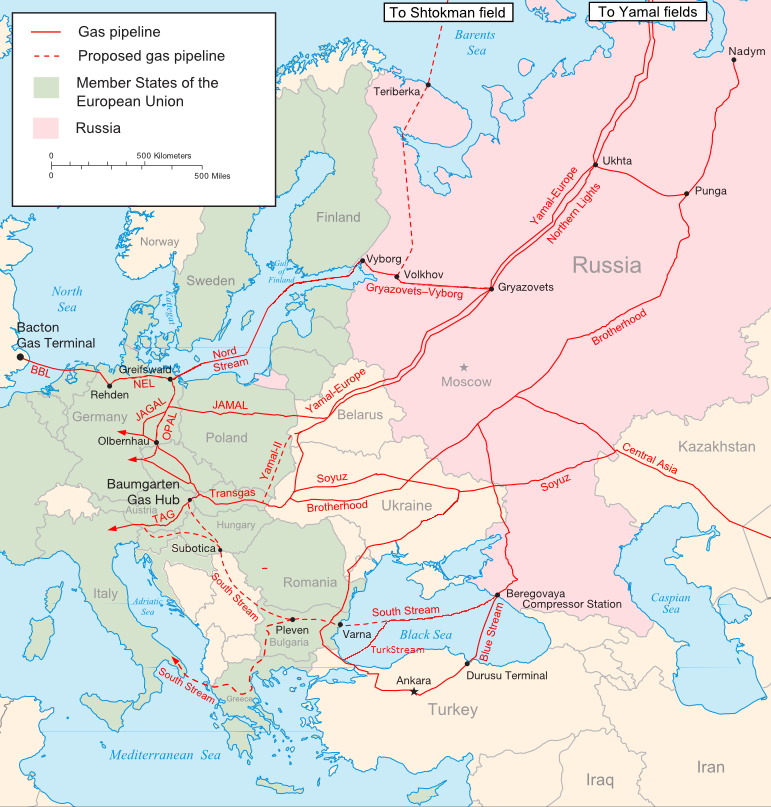
Principais gasodutos de gás natural russos para a Europa

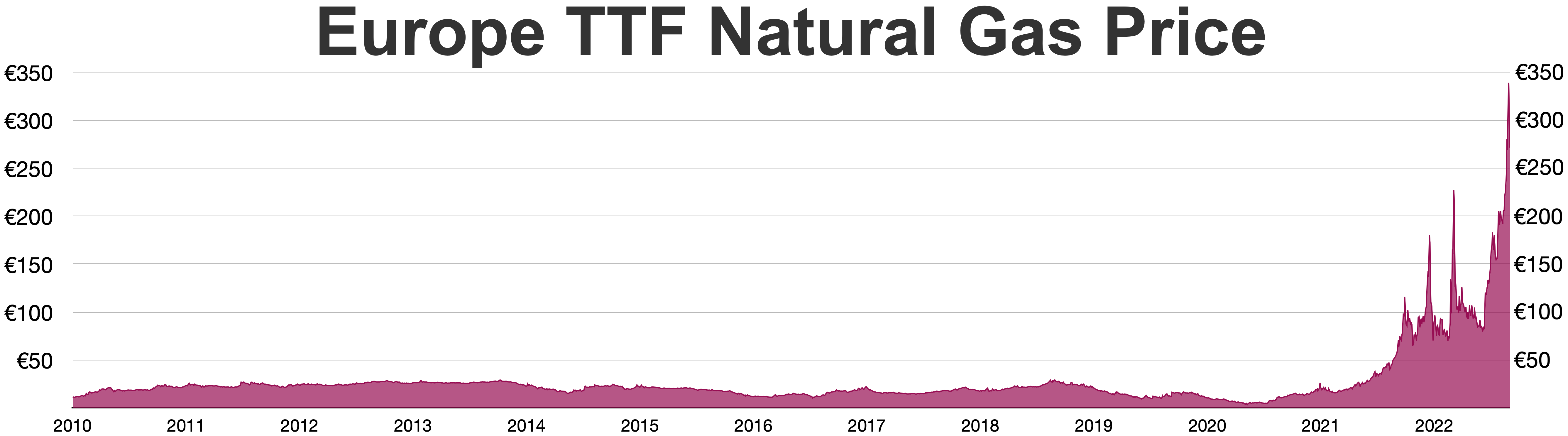
Gás natural TTF na Europa

Até 2014, a Ucrânia era a principal rota de trânsito para o gás natural russo vendido para a Europa, o que rendia à Ucrânia cerca de 3 bilhões de dólares por ano em taxas de trânsito, tornando-a o serviço de exportação mais lucrativo do país.
Após o lançamento do gasoduto Nord Stream pela Rússia, que contorna a Ucrânia, os volumes de trânsito de gás diminuíram. Após o início da Guerra Russo-Ucraniana em fevereiro de 2014, tensões severas se estenderam ao setor de gás.
O subsequente eclodir da guerra na região de Donbas forçou a suspensão de um projeto para desenvolver as próprias reservas de gás de xisto da Ucrânia no campo de gás de Yuzivska, que havia sido planejado como uma forma de reduzir a dependência ucraniana das importações de gás russo.
Eventualmente, a Gazprom e a Ucrânia concordaram com um acordo de cinco anos sobre o trânsito do gás russo para a Europa no final de 2019.
Em 2020, o gasoduto de gás natural TurkStream que liga a Rússia à Turquia alterou os fluxos regionais de gás no Sudeste da Europa, desviando o trânsito pela Ucrânia e o sistema do Gasoduto Trans-Balcânico.
Em maio de 2021, a administração Biden suspendeu as sanções da CAATSA de Trump sobre a empresa responsável pelo gasoduto Nord Stream 2 da Rússia para a Alemanha.
O presidente ucraniano Zelenskyy disse estar “surpreso” e “decepcionado” com a decisão de Joe Biden.
Em julho de 2021, os EUA instaram a Ucrânia a permanecer em silêncio sobre o gasoduto russo.
Em julho de 2021, Biden e a chanceler alemã Angela Merkel concluíram um acordo que previa que os EUA poderiam acionar sanções se a Rússia usasse o Nord Stream como uma “arma política”. O acordo visava impedir que a Polônia e a Ucrânia fossem cortadas dos suprimentos de gás russo. A Ucrânia receberá um empréstimo de 50 milhões de dólares para tecnologia verde até 2024, e a Alemanha criará um fundo de um bilhão de dólares para promover a transição da Ucrânia para energia verde, para compensar a perda das taxas de trânsito de gás. O contrato para o trânsito do gás russo através da Ucrânia será prorrogado até 2034, se o governo russo concordar.
Em agosto de 2021, Zelenskyy alertou que o gasoduto de gás natural Nord Stream 2 entre a Rússia e a Alemanha era “uma arma perigosa, não apenas para a Ucrânia, mas para toda a Europa”.
Em setembro de 2021, o CEO da Naftogaz da Ucrânia, Yuriy Vitrenko, acusou a Rússia de usar o gás natural como “arma geopolítica”. Vitrenko afirmou que “Uma declaração conjunta dos Estados Unidos e da Alemanha disse que, se o Kremlin usasse o gás como arma, haveria uma resposta apropriada. Agora estamos aguardando a imposição de sanções a uma subsidiária 100% da Gazprom, a operadora do Nord Stream 2.”
Em 7 de fevereiro de 2022, em uma conferência conjunta com o chanceler alemão Olaf Scholz, Biden afirmou que, se a Rússia invadir a Ucrânia, os EUA “pôrão fim” ao Nord Stream 2.
Em 26 de setembro de 2022, uma série de explosões subaquáticas e consequentes vazamentos de gás ocorreram nos gasodutos de gás natural Nord Stream 1 (NS1) e Nord Stream 2 (NS2).
As investigações realizadas pela Suécia e Dinamarca descreveram as explosões como sabotagem,
e foram encerrados sem identificar os autores em fevereiro de 2024.
O governo alemão se recusou a publicar os resultados preliminares de sua própria investigação em julho de 2024.

## Guerra híbrida
O conflito entre Rússia e Ucrânia também incluiu elementos de guerra híbrida utilizando meios não tradicionais. A ciber-guerra foi empregada pela Ciberataques russos em operações que incluem ataques bem-sucedidos à rede elétrica ucraniana em dezembro de 2015 e em dezembro de 2016, que foi o primeiro ciberataque bem-sucedido a uma rede elétrica, e o ataque em cadeia de hackers em junho de 2017, que os EUA afirmaram ter sido o maior ciberataque conhecido.
Em retaliação, as operações ucranianas incluíram os Vazamentos de Surkov em outubro de 2016, que divulgaram 2.337 e-mails relacionados aos planos russos de tomar a Crimeia da Ucrânia e fomentar agitação separatista no Donbas.
A guerra de informação russa contra a Ucrânia tem sido outra frente da guerra híbrida travada pela Rússia.

### Propaganda e campanhas de desinformação russas

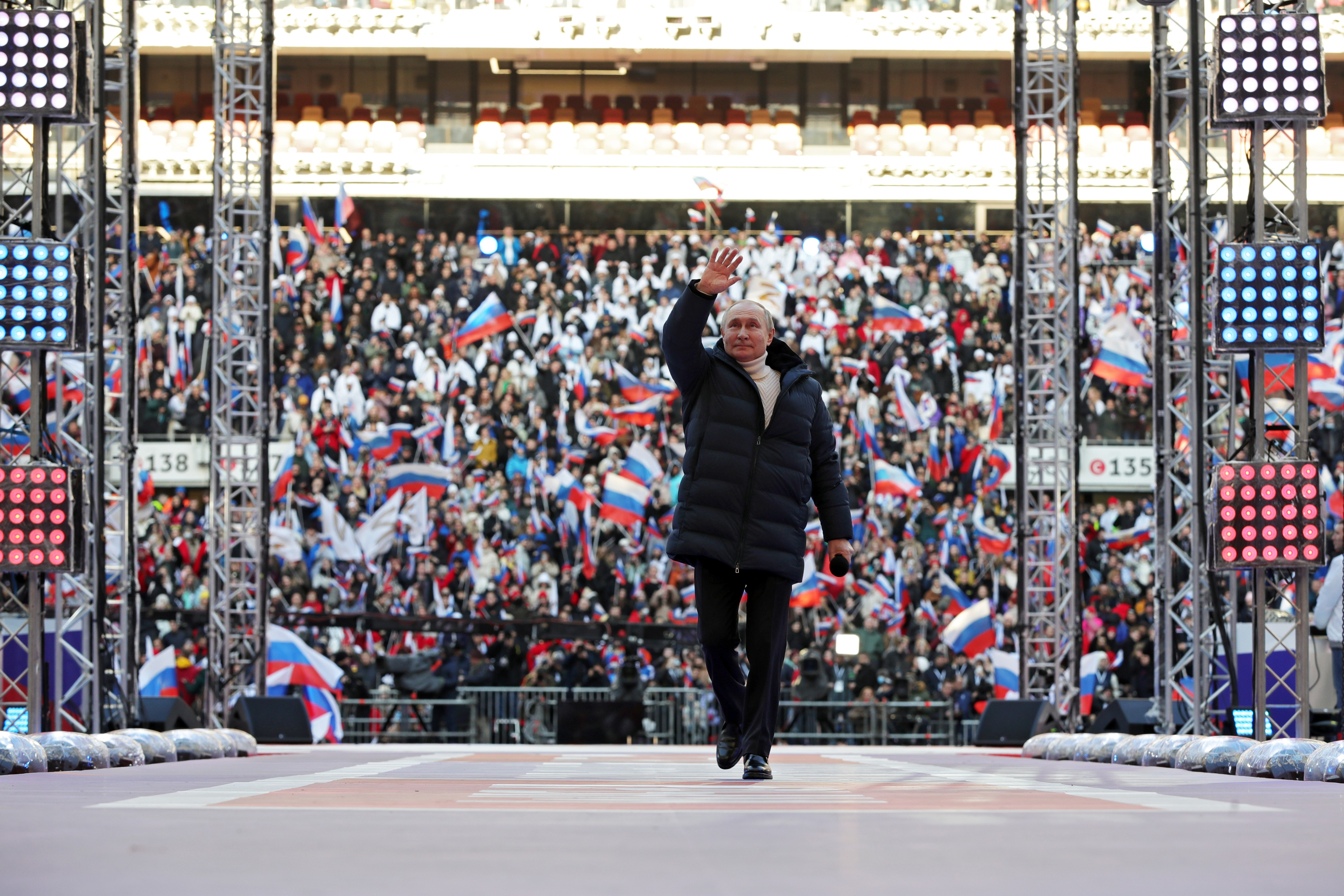
Comício em Moscou de 18 de março de 2022, oficialmente conhecido na Rússia como um comício “Por um mundo sem Nazismo”

O Estado russo alega falsamente que o governo e a sociedade ucraniana são dominados pelo neo-nazismo, invocando a história da colaboração na Ucrânia ocupada pelos alemães durante a Segunda Guerra Mundial.  
Essas alegações nazistas são amplamente rejeitadas como falsas e fazem parte de uma campanha de desinformação para justificar a invasão.  
Alguns dos historiadores mais renomados do mundo sobre o nazismo e o Holocausto emitiram uma declaração rejeitando essas alegações, que foi assinada por centenas de outros historiadores e estudiosos do assunto. Nela consta:    
A Ucrânia possui uma ala extrema-direita marginal, como ocorre na maioria dos países, incluindo o Movimento Azov e o Right Sector,  
contudo, analistas afirmam que o governo russo e a mídia tradicional exageram significativamente o tamanho e a influência desses grupos.  
O presidente ucraniano, Zelensky, é judeu, seu avô serviu no Exército Vermelho lutando contra os nazistas, e três de seus ancestrais foram mortos durante o Holocausto.  
Na tentativa de angariar apoio para a guerra entre seus cidadãos, a propaganda russa enquadrava o conflito como uma continuação da “[Grande Guerra Patriótica]” da União Soviética contra a Alemanha nazista.  
Alguns comentaristas apontam que a Rússia afirma estar “desnazificando” a Ucrânia apesar de grupos neonazistas russos (como o Rusich) participarem da guerra, e apesar de a Rússia de Putin ser comparada a um Estado fascista (veja Ruscismo). A rejeição por parte da Ucrânia à adoção das resoluções iniciadas pela Rússia na Assembleia Geral para combater a glorificação do nazismo, cuja última iteração é a Resolução da Assembleia Geral A/C.3/76/L.57/Rev.1 sobre “Combate à Glorificação do Nazismo, Neonazismo e outras Práticas que Contribuem para Alimentar Formas Contemporâneas de Racismo, Discriminação Racial, Xenofobia e Intolerância Relacionada”, serve para apresentar a Ucrânia como um Estado pró-nazista e, de fato, possivelmente forma a base para as alegações russas, sendo o único outro Estado a rejeitar a adoção da resolução os EUA.  
O representante adjunto dos EUA junto ao Conselho Econômico e Social das Nações Unidas descreveu tais resoluções como “tentativas mal disfarçadas de legitimar as campanhas de desinformação russas, que denigrem nações vizinhas e promovem a narrativa soviética distorcida de grande parte da história europeia contemporânea, usando o disfarce cínico de interromper a glorificação do nazismo”.

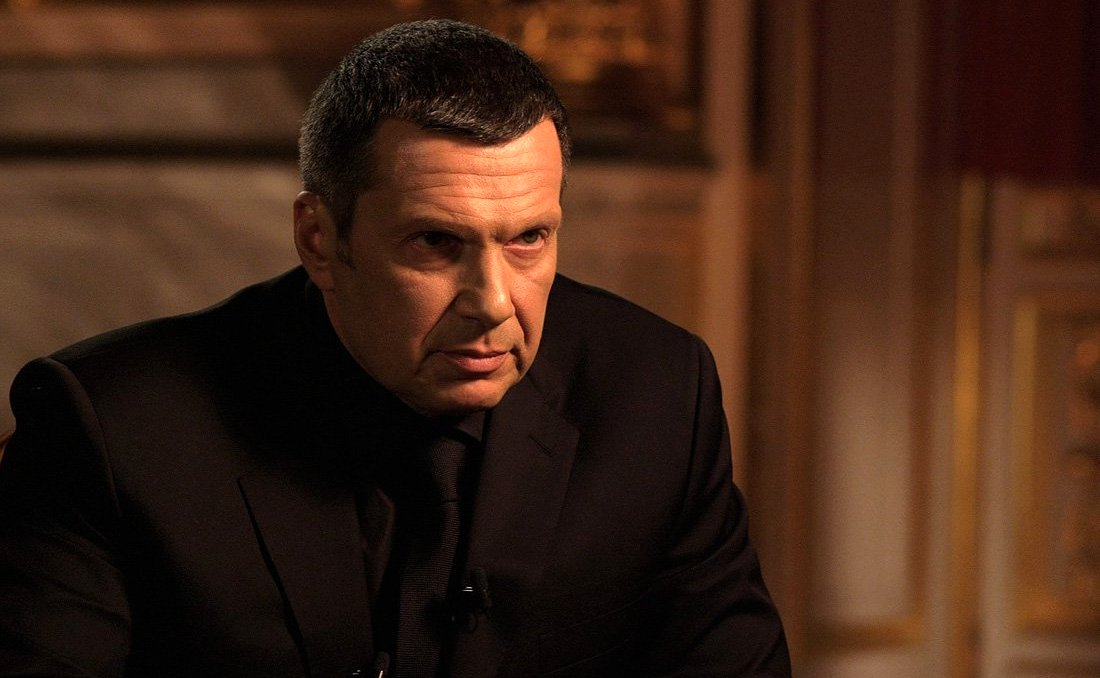
O apresentador pró-Kremlin de TV e rádio, Vladimir Solovyov, expressou apoio à invasão de seu país.

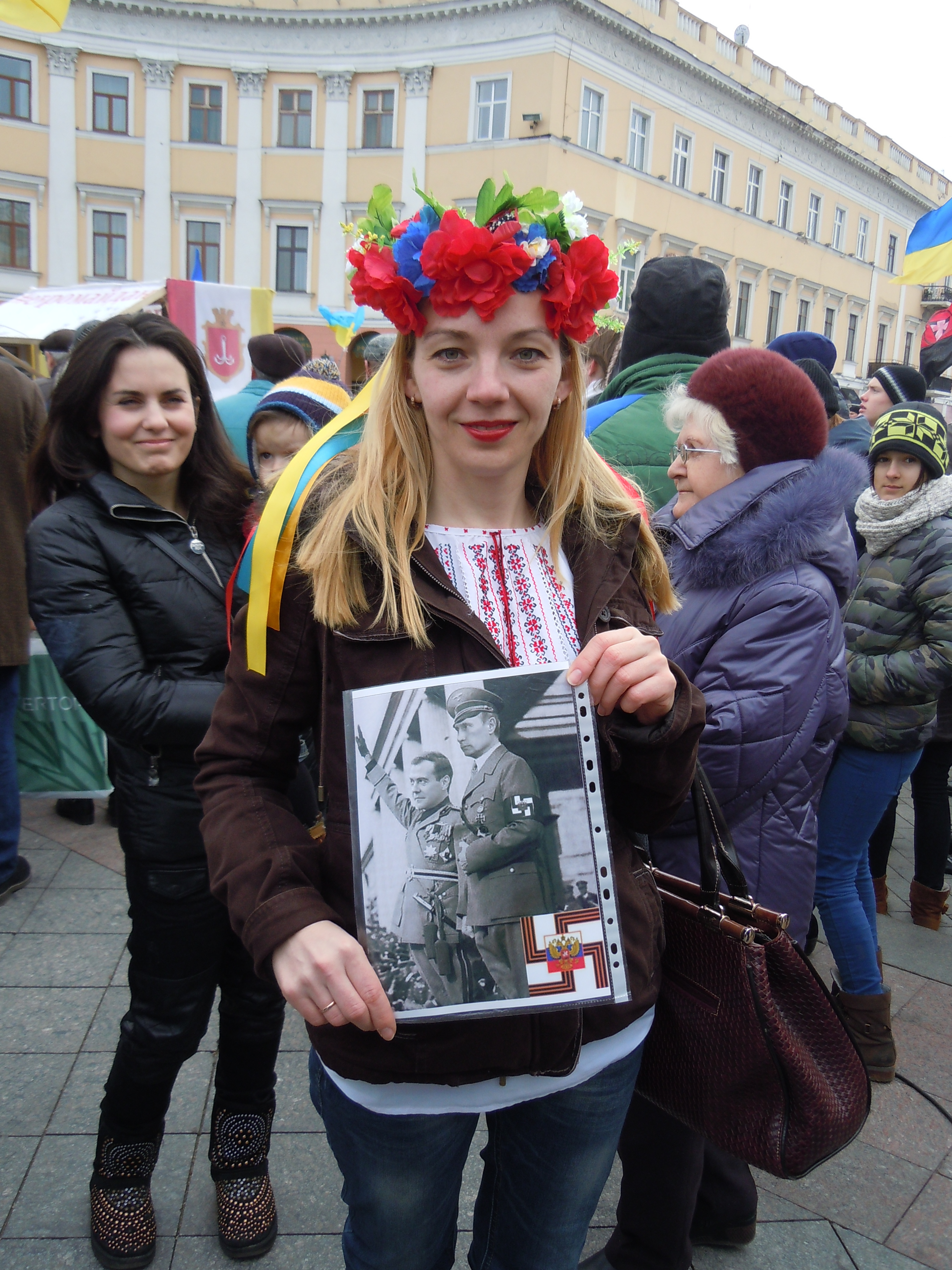
Manifestante ucraniano com um cartaz retratando os presidentes russos (Putin e Medvedev) como nazistas em 2014

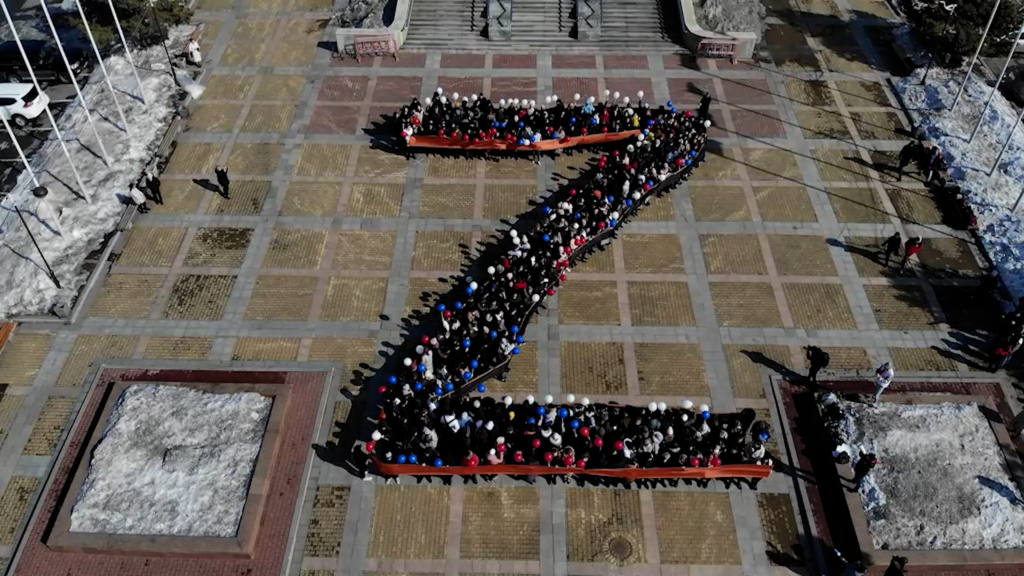
O símbolo Z em um flash mob em Khabarovsk

Putin chamou russos e ucranianos de "nação toda-russa" e afirmou que não há “base histórica” para a “ideia do povo ucraniano como uma nação separada dos russos”. Putin negou repetidamente o direito à existência da Ucrânia, alegando que ela foi criada pelos bolcheviques russos e que nunca teve “verdadeira condição de Estado”.  
Uma pesquisa realizada em abril de 2022 pelo grupo sociológico "Rating" constatou que a esmagadora maioria (91%) dos ucranianos não apoia a tese de que “russos e ucranianos são um só povo”.  
Em 2020, Vladislav Surkov, que atuou como conselheiro de Putin sobre a Ucrânia, afirmou: “Não existe Ucrânia. Existe ucranianismo … é um transtorno específico da mente”.
Dmitry Medvedev, vice-presidente do Conselho de Segurança da Rússia e ex-presidente russo, escreveu publicamente que “a Ucrânia NÃO é um país, mas sim territórios reunidos artificialmente” e que o idioma ucraniano “NÃO é uma língua” mas um “dialeto híbrido” do russo.  
Em 2024, Medvedev afirmou que a Ucrânia faz parte da Rússia e disse que o Exército Russo vai tomar o que chamou de “cidades russas” de Kyiv e Odesa. Medvedev também afirmou que a Ucrânia não deveria existir de nenhuma forma e que a Rússia continuará a travar guerra contra qualquer Estado ucraniano independente. Além disso, Medvedev advertiu que a Rússia usaria arma nuclear se a contraofensiva ucraniana de 2023 fosse bem-sucedida. Ele afirmou que os ucranianos teriam que escolher entre se juntar à Rússia ou “a morte”.
Histórias falsas foram utilizadas para provocar indignação pública contra a Ucrânia. Em abril de 2014, um canal de notícias russo exibiu um homem afirmando ter sido atacado por uma gangue fascista ucraniana, enquanto outro canal mostrou o mesmo homem afirmando ser um financiador de radicais de extrema-direita anti-Rússia.  
Um terceiro segmento retratou o homem como um cirurgião neonazista.  
Em julho de 2014, a Channel One Russia transmitiu uma história falsa sobre um menino russo de 3 anos que teria sido supostamente crucificado por nacionalistas ucranianos.  
A mídia estatal russa noticiou a existência de cemitérios coletivos repletos de russos étnicos no leste da Ucrânia. A Anistia Internacional investigou essas alegações em 2014 e encontrou, em vez disso, casos isolados de execuções extrajudiciais cometidas por ambos os lados.  
Alguns veículos de notícias estatais russos, por vezes, veiculam histórias sobre supostas atrocidades ucranianas utilizando imagens de outros conflitos não relacionados.
Ao anunciar a invasão de 2022, Putin alegou sem fundamento que a Ucrânia vinha cometendo genocídio na região do Donbas, majoritariamente de língua russa, há oito anos.  
A Ucrânia apresentou um caso perante o Tribunal Internacional de Justiça (TIJ) para contestar a alegação russa. O TIJ afirmou não ter visto nenhuma evidência de genocídio cometido pela Ucrânia.  
No total, cerca de 14.300 pessoas foram mortas por ambos os lados na Guerra do Donbas. De acordo com o Alto Comissariado das Nações Unidas para os Direitos Humanos, menos de um quarto delas eram civis, e pelo menos metade desses foram mortos por minas terrestres e munição não explodida.
A máquina de censura russa, o Roskomnadzor, ordenou que a mídia do país utilizasse apenas informações de fontes estatais russas, sob pena de multas e bloqueios, e ordenou que a mídia e as escolas descrevessem a guerra como uma “operação militar especial”. Em 4 de março de 2022, Putin sancionou uma lei que introduzia punições de até 15 anos de prisão para aqueles que publicassem “notícias falsas” sobre as operações militares russas, levando alguns veículos de comunicação a cessarem as reportagens sobre a Ucrânia.  
O político de oposição russo Alexei Navalny afirmou que a “monstruosidade de mentiras” na mídia estatal russa “é inimaginável. E, infelizmente, também é persuasiva para aqueles que não têm acesso a informações alternativas.”  
Ele tuitou que os “belicistas” entre os profissionais da mídia estatal russa “deveriam ser tratados como criminosos de guerra. Desde os editores-chefes até os apresentadores de talk shows e os editores de notícias, [eles] devem ser sancionados agora e julgados futuramente.”

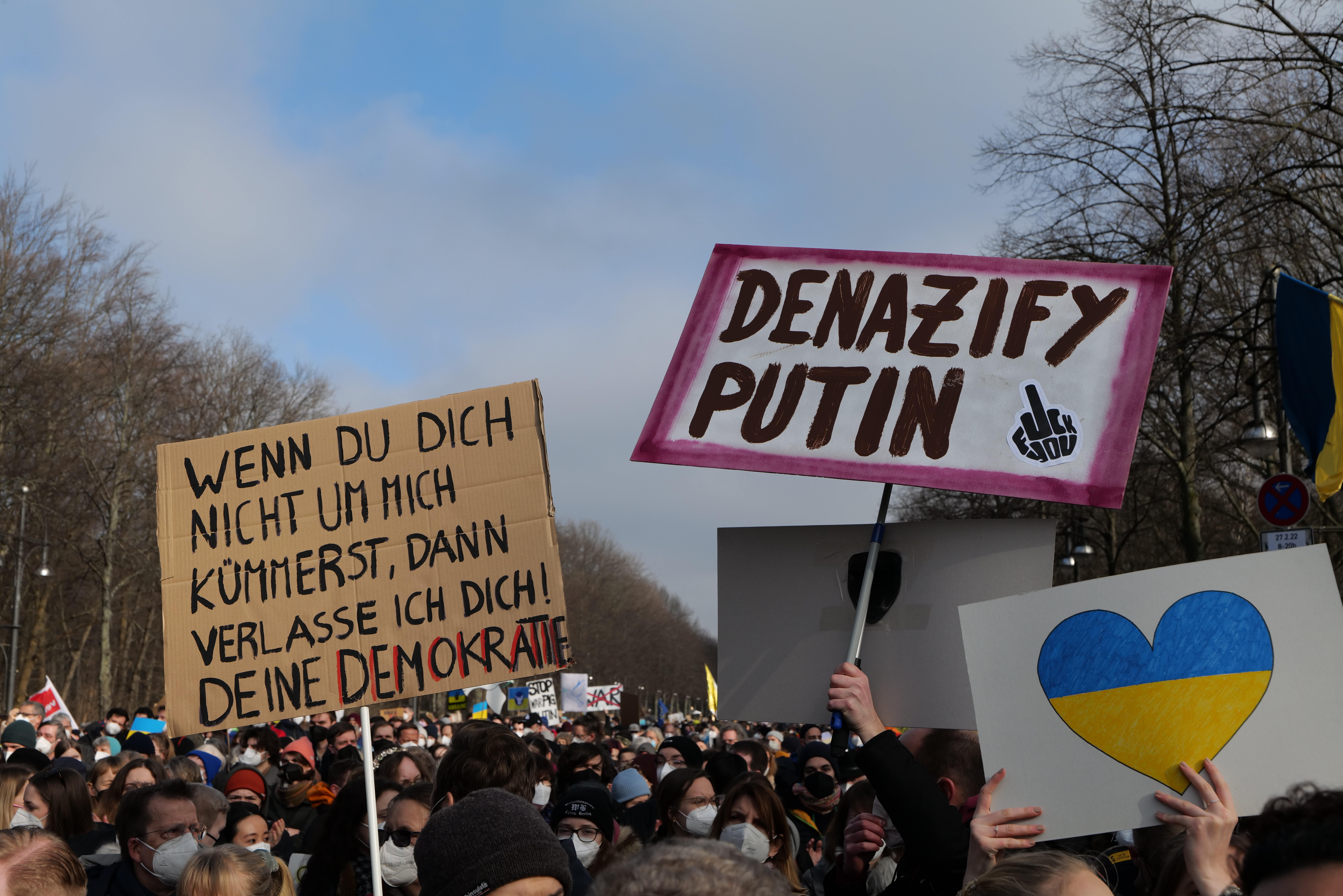
Comício pró-ucraniano em Berlim, com uma das placas dizendo “Desnazifique o Putin”

Estado Islâmico reivindicou a autoria do ataque ao Crocus City Hall em 22 de março – um atentado terrorista em um espaço para eventos musicais em Krasnogorsk, Óblast de Moscou – e publicou um vídeo corroborando a ação.  
Putin e o serviço de segurança russo, o FSB (Serviço Federal de Segurança) culparam a Ucrânia pelo ataque, sem apresentar evidências.  
Em 3 de abril de 2024, o Ministério da Defesa da Rússia anunciou que “cerca de 16.000 cidadãos” haviam assinado contratos militares nos últimos 10 dias para lutar como soldados contratados na guerra contra a Ucrânia, sendo que a maioria afirmou estar motivada a “vingar os mortos” no ataque ao Crocus City Hall.
NAFO (North Atlantic Fella Organization), um grupo informal de internautas dedicados a combater a desinformação russa, ganhou notoriedade após junho de 2022.

### Papel da Igreja Ortodoxa Russa na Ucrânia

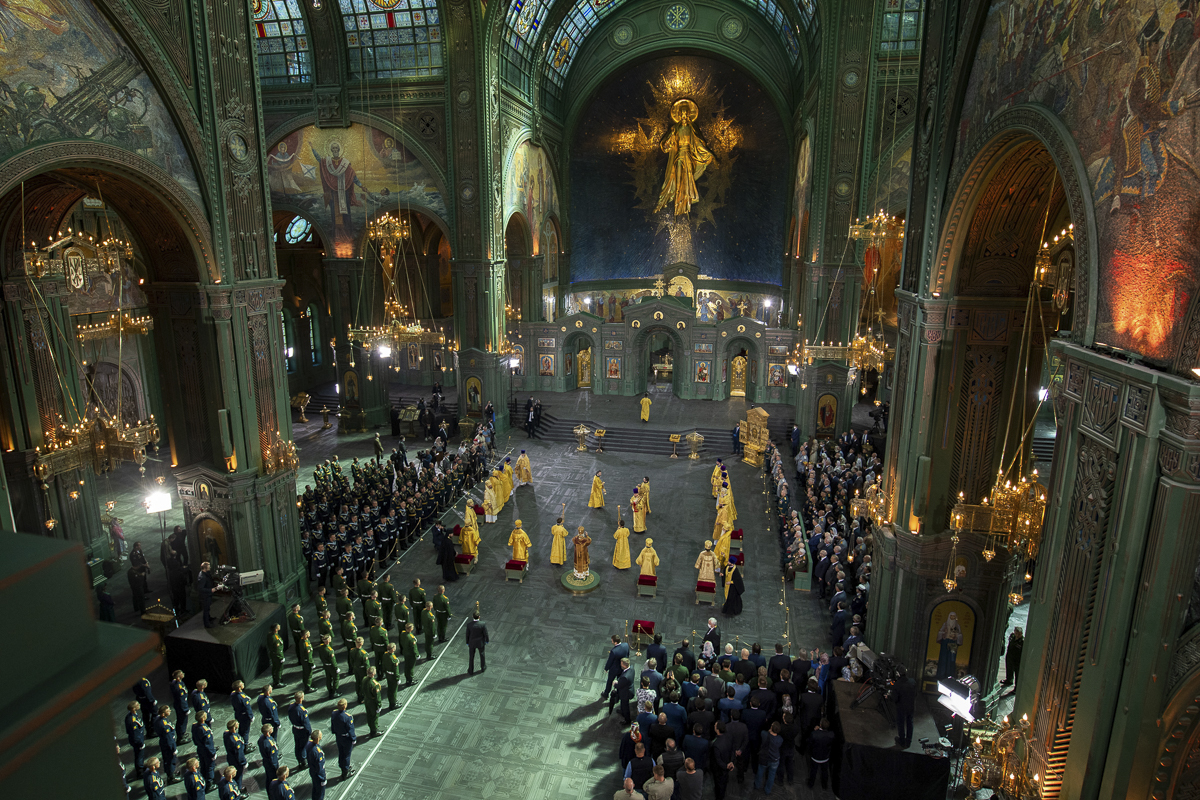
Cerimônia de consagração de 2020 da Catedral Principal das Forças Armadas Russas, que anteriormente possuía um mosaico retratando a anexação da Crimeia em 2014 e apresentava Putin e Shoigu, mas que posteriormente foi removido

A Igreja Ortodoxa Russa (Patriarcado de Moscou) e seu hierarca Patriarca Kirill de Moscou têm demonstrado total apoio à guerra contra a Ucrânia.  
Oficialmente, a Igreja Ortodoxa Russa considera a invasão da Ucrânia como uma “[guerra santa]”.  
Durante o Conselho Mundial do Povo Russo em março de 2024, a Igreja Ortodoxa Russa aprovou um documento declarando que essa “guerra santa” seria para defender a “[Rússia Santa]” e proteger o mundo do globalismo e do Ocidente, que, segundo o documento, havia “caído no satã”.  
O documento ainda afirmava que toda a Ucrânia deveria passar a fazer parte da esfera de influência da Rússia, e que os ucranianos e os bielorrussos “devem ser reconhecidos apenas como subgrupo étnico dos russos”.  
Nenhum dos aproximadamente 400 bispos da Igreja Ortodoxa Russa na Rússia se manifestou contra a guerra.  
O Patriarca Kirill também emitiu uma oração pela vitória na guerra.
O papel da Igreja Ortodoxa Russa na promoção das mensagens de guerra de Putin ilustra de forma vívida a complexa interação entre religião e política.  
Um especialista em Rússia e pesquisador da Universidade de Bremen, na Alemanha, disse à Al Jazeera que a participação da IOR na guerra significa que ela “enfrenta a perspectiva de perder seu ‘caráter universal’ e influência, e de reduzir suas fronteiras às do império político de [Vladimir] Putin”.
Em 27 de março de 2024, o Conselho Mundial do Povo Russo ocorreu na Catedral de Cristo Salvador em Moscou, onde foi adotado um “Nakaz” (decreto) do conselho intitulado “O Presente e o Futuro do Mundo Russo”.  
De acordo com alguns especialistas, como o protodiácono da IOR Andrei Kurayev, o decreto apresenta semelhanças com os artigos programáticos dos Cristãos Alemães (movimento).  
O decreto aborda a chamada “operação militar especial” na Ucrânia, o desenvolvimento do Mundo Russo em âmbito global e outras questões.

### Relações Rússia–OTAN

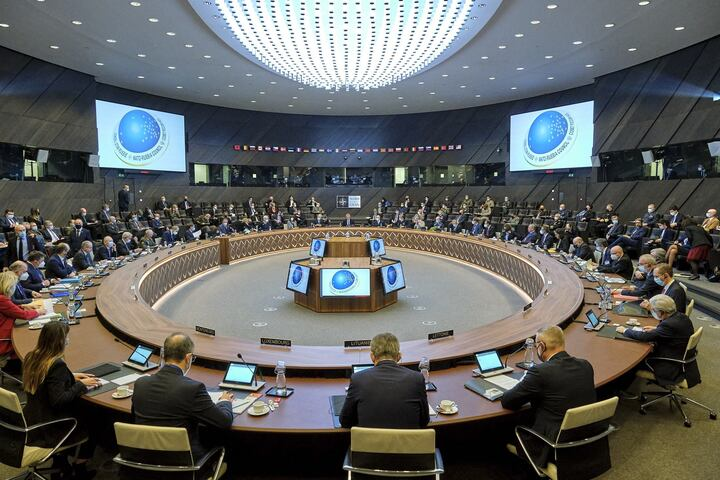
O Conselho Rússia–OTAN reuniu-se em janeiro de 2022 para discutir a crise russo-ucraniana de 2021–2022

O conflito prejudicou as relações entre a Rússia e a Organização do Tratado do Atlântico Norte (OTAN), uma aliança defensiva de Estados europeus e norte-americanos. A Rússia e a OTAN cooperavam até que, em 2014, a Rússia anexou a Crimeia.  
Em seus discursos de fevereiro de 2022 para justificar a invasão da Ucrânia, Putin alegou falsamente que a OTAN estava aumentando sua infraestrutura militar na Ucrânia e ameaçando a Rússia, o que o teria forçado a ordenar a invasão.  
Putin alertou que a OTAN usaria a Ucrânia para lançar um ataque surpresa contra a Rússia.  
O Ministro das Relações Exteriores russo, Sergey Lavrov, caracterizou o conflito como uma guerra por procuração iniciada pela OTAN.  
Lavrov afirmou: “Não acreditamos que estejamos em guerra com a OTAN … Infelizmente, a OTAN acredita que está em guerra com a Rússia”.
A OTAN afirma não estar em guerra com a Rússia; sua política oficial é não buscar o confronto, mas sim apoiar a Ucrânia em “seu direito à autodefesa, conforme consagrado no Capítulo VII da Carta das Nações Unidas”.  
A OTAN condenou a invasão russa de 2022 na Ucrânia “em termos absolutamente contundentes”, chamando-a de “a maior ameaça à segurança em uma geração”. Isso levou ao deslocamento de unidades adicionais da OTAN para os Estados-membros do leste.  
O ex-diretor da CIA, Leon Panetta, afirmou à ABC que os EUA estão “sem dúvida” envolvidos numa guerra por procuração com a Rússia.
Lawrence Freedman escreveu que chamar a Ucrânia de “procuração da OTAN” implica incorretamente que “os ucranianos estão lutando apenas porque a OTAN os incentivou, em vez de estarem reagindo à razão mais óbvia de terem sido submetidos a uma invasão brutal”.
Steven Pifer argumenta que as próprias ações agressivas da Rússia desde 2014 foram as que mais impulsionaram a Ucrânia a se aproximar do Ocidente e da OTAN.  
A invasão russa levou à adesão da Finlândia à OTAN, dobrando o comprimento da fronteira da Rússia com a OTAN.  
Putin afirmou que a adesão da Finlândia não era uma ameaça, ao contrário da da Ucrânia, “mas a expansão da infraestrutura militar nesse território certamente provocaria nossa resposta”.  
Um artigo publicado pelo Institute for the Study of War concluiu:  
Putin não invadiu a Ucrânia em 2022 por temer a OTAN. Ele invadiu porque acreditava que a OTAN era fraca, que seus esforços para retomar o controle da Ucrânia por outros meios haviam fracassado e que instaurar um governo pró-russo em Kiev seria seguro e fácil. Seu objetivo não era defender a Rússia contra uma ameaça inexistente, mas sim expandir o poder russo, erradicar a condição de Estado da Ucrânia e destruir a OTAN.
Para refutar as alegações de que a OTAN iniciou e estaria travando uma guerra por procuração contra a Rússia, ressalta-se que os Estados membros da OTAN apenas forneceram ajuda militar à Ucrânia em resposta à agressão russa. Na verdade, os países da OTAN foram lentos em enviar armamentos ofensivos à Ucrânia e impediram que ela lançasse tais armas contra a Rússia.  
Só em maio de 2024, mais de dois anos após o início da invasão, os Estados da OTAN permitiram que a Ucrânia disparasse armas fornecidas pelo Ocidente contra alvos militares no interior da Rússia, e isso apenas em legítima defesa.  
A OTAN recusou o pedido dos ucranianos para impor uma zona de exclusão aérea sobre a Ucrânia, e os EUA instruíram a Ucrânia a interromper os ataques a refinarias e radares de alerta antecipado na Rússia.
Aeronaves militares russas que sobrevoam os mares Báltico e Negro frequentemente não indicam sua posição nem se comunicam com os controladores de tráfego aéreo, o que pode representar um risco para aviões civis. Aeronaves da OTAN foram acionadas diversas vezes para rastrear e interceptar essas aeronaves próximas ao espaço aéreo da aliança. As aeronaves russas interceptadas nunca entraram no espaço aéreo da OTAN, e as interceptações foram conduzidas de forma segura e rotineira.

### Bases militares russas na Crimeia

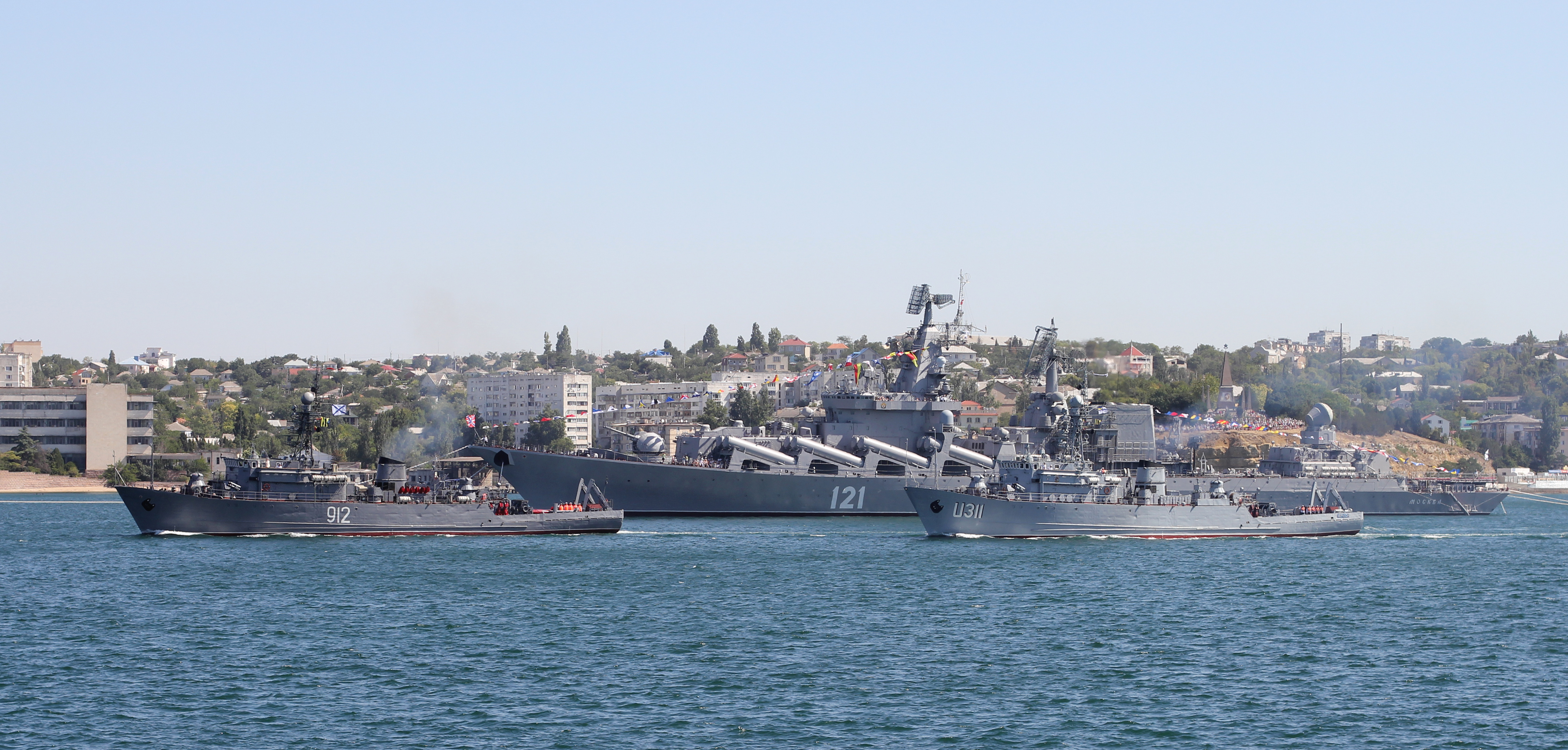
O cruzeiro russo Moskva (centro) na Baía de Sevastopol em 2012

Quando teve início a ocupação russa da Crimeia, a Rússia contava com cerca de 12.000 militares da Frota do Mar Negro em diversas localidades da península da Crimeia, como Sevastopol, Kacha, Hvardiiske, Raion de Simferopol, Sarych e outros. Em 2005, eclodiu uma disputa entre Rússia e Ucrânia pelo controle do farol do cabo Sarych, próximo a Yalta, além de outros sinais de navegação.  
A presença russa foi autorizada pelo Tratado de Partilha do Status e Condições da Frota do Mar Negro (acordo de base e trânsito) firmado com a Ucrânia. Sob este acordo, o contingente militar russo na Crimeia estava limitado a um máximo de 25.000 tropas. A Rússia deveria respeitar a soberania da Ucrânia, acatar sua legislação, não interferir nos assuntos internos do país e apresentar seus “cartões de identificação militar” ao cruzar a fronteira internacional.  
No início do conflito, o limite generoso de tropas previsto no acordo permitiu à Rússia reforçar significativamente sua presença militar, destacando forças especiais e outras capacidades necessárias para realizar a operação na Crimeia, sob o pretexto de tratar de questões de segurança.
Segundo o tratado original sobre a divisão da antiga Frota do Mar Negro assinado em 1997, à Rússia era permitido manter suas bases militares na Crimeia até 2017, ocasião em que deveria evacuar todas as unidades militares, incluindo sua parcela da Frota do Mar Negro, da República Autônoma da Crimeia e de Sevastopol. Em 21 de abril de 2010, o ex-presidente ucraniano Viktor Yanukovich assinou um novo acordo com a Rússia, conhecido como Pacto de Kharkiv, para resolver a disputa de gás entre Rússia e Ucrânia de 2009. O pacto estendeu a permanência da Rússia na Crimeia até 2042, com opção de renovação.

### Legalidade e declaração de guerra

Controle territorial atual na Ucrânia e áreas vizinhas da Rússia

Nenhuma declaração de guerra formal foi emitida no atual conflito russo-ucraniano. Quando Putin anunciou a invasão russa da Ucrânia, ele afirmou iniciar uma “[operação militar especial]”, evitando assim uma declaração formal de guerra.  
Todavia, o governo ucraniano considerou essa afirmação como uma declaração de guerra e muitos veículos internacionais noticiaram dessa forma.  
Embora o parlamento ucraniano se refira à Rússia como um “Estado terrorista” em relação às suas ações militares na Ucrânia, a Ucrânia não emitiu, formalmente, uma declaração de guerra em seu nome.
A invasão russa da Ucrânia violou o direito internacional (incluindo a Carta das Nações Unidas).  
A invasão também foi classificada como um crime de agressão segundo o direito penal internacional  
e segundo os códigos penais de alguns países – incluindo os da Ucrânia e da Rússia – embora existam obstáculos processuais para que ocorram condenações sob essas leis.

## Operação Teia de Aranha
Foi um ataque em grande escalada realizado pela Ucrânia contra a Rússia.